# Joseph Kyeong Kap-ryong
Joseph Kyeong Kap-ryong (* 11. März 1930 in Yongdungp'o, damaliges Japanisches Kaiserreich; † 16. Dezember 2020 in Daejeon) war ein südkoreanischer Geistlicher und römisch-katholischer Bischof von Daejeon. 

## Leben
Joseph Kyeong Kap-ryong empfing am 23. August 1959 die Priesterweihe für das Erzbistum Seoul. 
Papst Paul VI. ernannte ihn am 3. Februar 1977 zum Weihbischof in Seoul und zum Titularbischof von Buffada. Der Erzbischof von Seoul, Stephen Kardinal Kim Sou-hwan, weihte ihn am 25. März  desselben Jahres zum Bischof; Mitkonsekratoren waren Paul Marie Kinam Ro, emeritierter Erzbischof von Seoul, und Peter Hoang Min Syeng, Bischof von Daejeon.
Papst Johannes Paul II. ernannte ihn am 2. Juli 1984 zum Bischof von Daejeon. Von seinem Amt trat er am 1. April 2005 zurück.